# Бодлокожи
Бодлокожите (Echinodermata), наричани още иглокожи, са тип безгръбначни трипластни животни. Отличават се с вътрешен варовит мезодермален скелет и петлъчева радиална симетрия на тялото. Ларвите обаче имат двустранна симетрия. Всички видове са морски дънни обитатели. От всички типове, които нямат сухоземни или сладководни представители, Бодлокожи е най-голям. Известни са вкаменелости от камбрийския период. Днес тип Бодлокожи включва около 7000 вида, като други 13 000 вида са изчезнали.
Бодлокожите са един от малкото типове безгръбначни животни, които са сравнително близкородствени на хордовите и като тях спадат към групата на Вторичноустните (Deuterostomia). По тази причина бодлокожите са любим обект за ембриологични изследвания.
Много бодлокожи имат силни регенеративни способности. Морските звезди могат да се нарежат на парчета и след няколко месеца от тях да израснат нови и напълно самостоятелни морски звезди. Това може да стане дори от едно отрязано рамо при благоприятни условия, стига към него да има и съизмерим с рамото централен диск, както и нервна тъкан. Могат да откъснат свой крайник при самозащита (т.нар. автотомия).
Обикновено е налице полов диморфизъм. Размножаването става по полов, но понякога и по безполов начин.
Бодлокожите имат опростена нервна система. Тя се състои от видоизменена нервна верига; нервни пръстени с лъчеобразни нерви около устата, които се простират до рамената, като разклоненията на тези нерви координират движението на животното. Имат мозък, макар той да е много малък. Развита е водносъдеста (амбулакрална) система, която има двигателна, отделителна, дихателна и храносмилателна функция.
- Носорога морска звезда (Protoreaster lincki)
- Цинобърна морска звезда (Plectaster decanus)
- Офиура (Ophiura ophiura)

## Класове
- Asteroidea (Морски звезди)
- Concentricycloidea
- Crinoidea (Морски лилии)
- Echinoidea (Морски таралежи)
- Holothuroidea (Морски краставици)
- Ophiuroidea (Змиевидни морски звезди)